# エッセンシャル・ベスト やしきたかじん
『エッセンシャル・ベスト やしきたかじん』は、2007年8月22日にビクターエンタテインメントから発売された、やしきたかじんのベスト・アルバム。

## 背景
ビクターエンタテインメント在籍時の曲を15曲収録した期間限定生産盤ベスト・アルバム。

## 収録曲
1. ゆめいらんかね（4：42）
2. ラヴ・イズ・オーヴァー（4：21）
3. あんた（4：08）
4. My Friend（4：52）
5. やっぱ好きやねん（4：27）
6. ICHIZU（4：50）
7. 未練〜STILL〜（4：05）
8. 愛することを学ぶのに（4：48）
9. 大阪恋物語（5：24）
10. なめとんか（4：53）
11. 雨の日はバラードで（5：07）
12. 午前2時のモノローグ（4：56）
13. 順子（5：19）
14. 生まれる前から好きやった（4：26）
15. Too far away（7：36）